# Ixodes vanidicus
Ixodes vanidicus este o specie de căpușe din genul Ixodes, familia Ixodidae, descrisă de Schulze în anul 1943. Conform Catalogue of Life specia Ixodes vanidicus nu are subspecii cunoscute.